# Abraham Calovius
Abraham Calovius (également Abraham Calov ou Abraham Kalau ; né le 16 avril 1612- mort le 25 février 1686) est un théologien luthérien et est l'un des champions de l'orthodoxie luthérienne au XVIIe siècle.

## Biographie

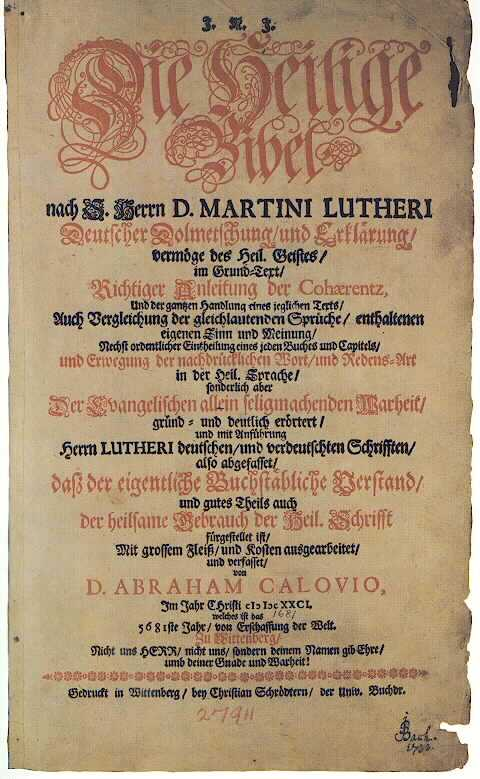
Page de titre de la Bible Calov, avec la signature de Bach dans le coin inférieur droit.

Il est né à Morąg, Duché de Prusse, fief de la Couronne de Pologne. Après des études à Königsberg, il est nommé en 1650 professeur de théologie à l'Université Martin-Luther de Halle-Wittemberg, où il devient ensuite surintendant général et primarius.
Calovius s'oppose aux catholiques, aux calvinistes et aux sociniens, et attaque notamment le syncrétisme de son acharné ennemi, Georgius Calixtus. Alors que Calixtus affirme que le Symbole des apôtres est une définition adéquate de la foi, Calovius soutient plutôt qu'il faut croire chaque partie de la vérité révélée pour obtenir le salut. Cela conduit Calovius à nier comme une hérésie l'idée que les catholiques romains ou les calvinistes pourraient participer au salut.
Il est un grand polémiste. Son principal ouvrage dogmatique, Systema Iocorum theologicorum, (12 volumes, 1655-1677) représente l'apogée de la scolastique luthérienne. Il produit un commentaire populaire sur la traduction de la Bible par Martin Luther, "die deutsche Bibel", aujourd'hui connue sous le nom de Bible de Calov. Il écrit également un travail exégétique beaucoup plus important sur toute la Bible appelé "Biblia Illustrata". Il est écrit du point de vue d'une croyance très stricte en l'inspiration, son objet étant de réfuter les affirmations faites par Hugo Grotius dans ses Commentaires.
Calovius est mort à Wittemberg.

## Publications (sélection)
- Tractatus Novus De Methodo Docendi & Disputandi, 1632.
- Métaphysique divina. Rostock, Hallervord, 1640.
- Scripta philosophique. Lübeck, Wilden, 1651.
- Systema locorum theologicorum. Wittenberg 1655–1677 (12 volumes).
- Biblia illustrée. Francfort-sur-le-Main 1672–1676 et 1719 (4 volumes).
- Théologie positive. Wittenberg 1682.